# 魔法の剣
『魔法の剣』（まほうのつるぎ、The Magic Sword）は、1961年に公開されたアメリカ合衆国の冒険ファンタジー映画。聖ゲオルギオスと竜の伝説に基づいている。
撮影は20世紀フォックスのバックロットとサミュエル・ゴールドウィン・スタジオで行われた。

## ストーリー
魔女シビルの養子ジョージは、近くの城に住むヘレン姫に恋していた。
ある日、ヘレン姫は魔法使いのローダックに誘拐されてしまい、王から「姫を助けた者を、姫の夫とする」というお触れが出る。
ジョージは姫を助けたいと考えていたものの、シビルはローダックの強大さを知っていたためなかなか首を縦に振らなかった。
ある日、彼はこっそり魔法の剣と鎧を装備し、石にされた7人の騎士をもとに戻して仲間に加え、魔法の白馬に乗って旅に出た。そこへ王の家来であるブラントン卿も同行する。仲間たちが死す中、ブラントン卿はローダックと内通していたばかりか、彼から奪った魔法の指輪で苦難を難なく乗り越えていた。そして、ジョージがローダックの城に入場した際、ローダックはブラントン卿を殺して指輪を取り戻す。さらに、ローダックは竜をジョージにけしかけるが、魔法の鏡で様子を見ていたシビルが駆けつけ、ローダックから指輪を奪ってジョージに渡す。これによりジョージはローダックと竜を倒し、ヘレン姫を助ける。

## キャスト
※括弧内は日本語吹替
- ローダック：ベイジル・ラスボーン（大塚周夫）
- ジョージ：ゲイリー・ロックウッド（堀勝之祐）
- 魔法使いシビル：エステル・ウィンウッド（高橋和枝）
- ヘレン姫：アン・ヘルム（小鳩くるみ）
- ブラントン卿：リーアム・サリヴァン

## スタッフ
- 監督・製作・原案：バート・I・ゴードン
- 脚本：バーナード・ショーンフェルド
- 撮影：ポール・ヴォーゲル
- 編集：ハリー・W・ガースタッド
- 音楽：リチャード・マーコウィッツ